# Korynetes
Korynetes — род жесткокрылых насекомых семейства пестряков.

## Описание
Передний членик обеих щупиков треугольной формы. Булава усиков рыхлая; членики, её образующие, лишь немного шире предыдущих; последний членик её равен по длине каждому из двух предыдущих.

## Систематика
В составе рода:
- Korynetes caeruleus (De Geer, 1775)
- Korynetes coxalis Reitter, 1894
- Korynetes geniculatus Klug, 1842
- Korynetes pusillus Klug, 1842
- Korynetes ruficornis Sturm, 1837